# Octomeria flaviflora
Octomeria flaviflora är en orkidéart som beskrevs av Charles Schweinfurth. Octomeria flaviflora ingår i släktet Octomeria och familjen orkidéer. Inga underarter finns listade i Catalogue of Life.